# Ivan Boh
Ivan Boh, slovenski filozof, *13.december 1930,  Dolenji Lazi, 11. september 2009, Cleveland.

## Življenje
Ivan Boh se je rodil 13. decembra 1930, v Dolenjih Lazih kot otrok Franceta in Marije (rojene Mihelič) Boh. 30. avgusta 1957 se je poročil z Magdo Kosnik, s katero sta imela otroka Borisa in Marka Boha. Leta 1954 je iz umetnosti diplomiral na univerzi Ohio (Athens, ZDA), naslednjo stopnjo izobrazbe je pridobil leta 1956 na Fordhamski univerzi, nato pa leta 1958 doktoriral na univerzi Ottawa (Kanada) iz teme "Raziskava emotivne teorije vrednostnih sodb, kot doktor filozofije". Najprej se je kot predavatelj zaposlil na "Clarke Collegu" (Dubuque, ZDA, 1957–62 in 1964–66), potem na univerzi v Iowi (1962–63), kasneje na Državni univerzi v Michiganu (1966–69) in končno, kot redni profesor na Državni univerzi v Ohiu (Columbus, ZDA), vse od 1969 do upokojitve 1995, ko mu je bil podeljen naziv emeritus.

## Delo
Za delo na Univerzi v Münchnu (1964-1965), Univerzi v Ljubljani (1986-1987) ter raziskavah, ki jih je izvajal na Univerzi Halle-Wittenberg ter Jagelonski univerzi v Krakovu (1986-1987) je prejel Fullbrightovo štipendijo. Sobotno leto pa je izkoristil za delo na univerzi v Barceloni(1972-1973). Gostoval je tudi na Državni univerzi v Moskvi (1979–80). Z objavami v reviji Anthropos in s sodelovanjem na kongresih je bil povezan tudi s slovenskimi logiki in filozofi.
Boh je poučeval eksistencializem, zgodovino filozofije in zgodovino logike. Raziskovalno in pedagoško pa je deloval predvsem na področju srednjeveške logike, kjer je bil ena vodilnih svetovnih avtoritet. Posvetil se je zlasti srednjeveški epistemični logiki, ki se ukvarja s formalnimi lastnostmi pojmov spoznanje (védenje) in prepričanje (verjetje), ki jih izražata glagola »vedeti, da« in »biti prepričan, da«. S koncem srednjega veka je epistemična logika skoraj povsem zamrla, ponovno so jo raziskovali šele filozofi 20. stoletja. V svojem glavnem delu Epistemic Logic in the Later Middle Ages (Epistemična logika v poznem srednjem veku; London, 1993), ki je prva izčrpna študija s tega področja v svetu, je Boh kronološko obdelal srednjeveške obravnave različnih tem iz epistemične logike. Sprva se je ukvarjal z avtorji 11. stoletja, večina obravnavanih avtorjev pa je iz obdobja 1300–1500 (Walter Burley, William Ockham, Richard Kilvington, William Heytesbury,..). Med epistemičnimi načeli je obravnaval splošno sprejeto distribucijo védenja (če vemo, da, če p, potem q, potem, če vemo, da p, vemo, da q) in ga primerjal z načelom, ki so ga mnogi zavračali (če p, potem q; torej, če vemo, da p, potem vemo, da q). Boh je obravnaval tudi nasprotje med epistemičnim in aletičnim pojmovanjem logične posledice (konsekvence), splošna epistemična pravila posledice, srednjeveške poskuse v opredelitvi pogojev za védenje kontingentnih propozicij (ali lahko jamstvo kot tisto, kar loči spoznanje od resničnega prepričanja, pojasnimo na nekrožen način), problem zamenljivosti izrazov v intencionalnih kontekstih, problem iteriranih modalnosti (vem, da vem, da …) in problem razlike med kompozitivnim(de dicto) in divizivnim (de re) smislom propozicij. Razpravo, pisano v sodobnem, toda minimalnem logiškem aparatu, je sklenil s primerjavo med srednjeveškimi poskusi in moderno epistemično logiko.
Raziskave je nadaljeval in poglabljal v kasnejših člankih, omeniti velja Štiri faze srednjeveške epistemične logike, kjer odkriva strukturalne, ne le kronološke faze. V prvi fazi gre za obravnavo posebnih modusov – védeti, biti prepričan, dvomiti, ki jih ni najti pri Aristotelu. Druga faza temelji na Aristotelovi Drugi analitiki, filozofe pa zanima demonstrativno védenje, ki ga lahko imamo le o nujnih propozicijah. V tretji fazi se filozofi ukvarjajo z iskanjem nujnih in zadostnih pogojev za védenje faktičnih ali kontingentnih propozicij, s problemi iteracij epistemičnih modusov in problemi glagolov, ki izražajo mentalna dejanja. V četrti fazi (Strode, ok. 1360) gre za splošno teorijo konsekvence.
Zelo odmeven je bil tudi Bohov enciklopedični prispevekConsequences, v katerem je ugotavljal, da so srednjeveški logiki uporabljali isti izraz (consequentia) za tri različne odnose med propozicijama p in q: (i) odnos med antecedensom in konsekvensom v resnični implikaciji: če p, potem q; (ii) odnos logičnega izhajanja – q izhaja iz p, če in samo če ni mogoče, da je p resničen, q pa ne; (iii) odnos med premiso in sklepom v veljavnem argumentu p, torej q. Ugotovili so, da resnični implikaciji (i), ki zatrjuje izhajanje (ii), ustreza veljaven argument.

## Omembe v slovenski literaturi
Zapisanega o Ivanu Bohu je tako zelo malo. O njem je nekaj omembe vrednega zapisano le v članku na spletni strani slovenska-biografija.si. Ta se dotakne skoraj vseh področij Bohovega življenja in je dostopen na https: //www.slovenska-biografija.si/oseba/sbi1018770/. Filozof je omenjen tudi v kratkem odstavku v slovenski knjigi Osebnosti: slovenski biografski leksikon; Mladinska knjiga, 2008

## Dela v slovenščini
- Srednjeveški poskusi v     epistemični logiki I, Anthropos, 13, 1983, št. 5–6, 331–354.
- Srednjeveški poskusi v     epistemični logiki II, Anthropos, 14, 1984, št. 1–2, 227–240.